# Роксбері (Нью-Йорк)
Роксбері (англ. Roxbury) — містечко (англ. town) в США, в окрузі Делавер штату Нью-Йорк. Населення — 2247 осіб (2020).

## Демографія
Згідно з переписом 2010 року, у місті мешкали 2502 особи в 1144 домогосподарствах у складі 694 родин. Було 2191 помешкання
Расовий склад населення:
| - 97,8 % — білих - 0,7 % — чорних або афроамериканців - 0,2 % — корінних американців - 0,2 % — азіатів - 0,1 % — вихідців з тихоокеанських островів |

До двох чи більше рас належало 0,8 %. Частка іспаномовних становила 2,3 % від усіх жителів.
За віковим діапазоном населення розподілялося таким чином: 19,3 % — особи молодші 18 років, 58,4 % — особи у віці 18—64 років, 22,3 % — особи у віці 65 років та старші. Медіана віку мешканця становила 49,3 року. На 100 осіб жіночої статі у місті припадало 98,7 чоловіків;  на 100 жінок у віці від 18 років та старших — 100,8 чоловіків також старших 18 років.
Середній дохід на одне домашнє господарство  становив 55 430 доларів США (медіана — 39 016), а середній дохід на одну сім'ю — 69 609 доларів (медіана — 57 708). Медіана доходів становила 45 341 долар для чоловіків та 31 776 доларів для жінок. За межею бідності перебувало 15,1 % осіб, у тому числі 41,1 % дітей у віці до 18 років та 7,0 % осіб у віці 65 років та старших.
Цивільне працевлаштоване населення становило 1044 особи. Основні галузі зайнятості: освіта, охорона здоров'я та соціальна допомога — 23,2 %, виробництво — 15,8 %, мистецтво, розваги та відпочинок — 13,8 %, будівництво — 13,0 %.